# Kōtetsujō no kabaneri
Kōtetsujō no kabaneri (jap. 甲鉄城のカバネリ) – telewizyjny serial anime wyprodukowany przez Wit Studio, emitowany od kwietnia do czerwca 2016. W grudniu 2016 i styczniu 2017 w japońskich kinach miały premierę dwa filmy kompilacyjne. 
Film anime, zatytułowany Kabaneri of the Iron Fortress: The Battle of Unato miał premierę w maju 2019. W tym samym roku został również wydany na platformie Netflix jako 3-odcinkowy serial.

## Fabuła
Podczas rewolucji przemysłowej pojawia się tajemniczy się wirus, który przekształca zarażonych ludzi w kabane (jap. かばね, „trupy”). Kabane są agresywnymi, nieumarłymi stworzeniami, których nie można pokonać, dopóki nie przebije się świecącego złotego serca, chronionego warstwą żelaza, lub nie odetnie się całkowicie ważnej części ciała (np. głowy). Niestety, większość broni do walki wręcz i pistoletów parowych używanych przez bushi (jap. 武士, „wojownicy”) nie jest przeciwko nim zbyt skuteczna.
Na wyspie Hinomoto (jap. 日ノ本) ludzie zbudowali przypominające twierdze „stacje”, aby schronić się przed tymi stworzeniami. Ludzie przemieszczają się i transportują między nimi towary za pomocą ufortyfikowanych parowozów (jap. 駿城 hayajirō). Pewnego dnia hayajirō porwane przez kabane rozbija się na stacji Aragane w wyniku czego opanowują one miasto. Młody inżynier Ikoma wykorzystuje okazję do przetestowania z sukcesem swojej broni przeciwko kabane, pistoletu przeszywającego (jap. ツラヌキ筒 tsuranuki zutsu), jednakże w międzyczasie zostaje zainfekowany i chociaż udaje mu się oprzeć wirusowi, staje się kabaneri (jap. かばね人), hybrydą człowieka z kabane. Wspomagany przez Mūmei (jap. 無名, „Bezimienna”), inną kabaneri, która pojawia się, by pomóc mieszkańcom, Ikoma i inni ocalali ze stacji ewakuują się na pokład hayajirō o nazwie Kōtetsujō (jap. 甲鉄城, „Żelazna Twierdza”) i wyruszają, by szukać schronienia gdzie indziej, walcząc z hordami kabane po drodze.

## Bohaterowie
- Ikoma (jap. 生駒)

Seiyū: Tasuku Hatanaka 
- Mumei (jap. 無名, dosł. „Bezimienna”)

Seiyū: Sayaka Senbongi 
- Ayame Yomogawa (jap. 四方川 菖蒲 Yomogawa Ayame)

Seiyū: Maaya Uchida 
- Kurusu (jap. 来栖)

Seiyū: Toshiki Masuda 
- Takumi (jap. 逞生)

Seiyū: Yūki Kaji 
- Kajika (jap. 鰍)

Seiyū: Kanae Oki 
- Yukina (jap. 侑那)

Seiyū: Mariya Ise 
- Sukari (jap. 巣刈)

Seiyū: Ryōta Ōsaka 
- Kibito (jap. 吉備土)

Seiyū: Kensuke Satō 
- Suzuki (jap. 鈴木)

Seiyū: Maxwell Powers 
- Biba Amatori (jap. 天鳥 美馬 Amatori Biba)

Seiyū: Mamoru Miyano 
- Horobi (jap. 滅火)

Seiyū: Aya Endō 
- Uryuu (jap. 瓜生)

Seiyū: Kaito Ishikawa 
- Kageyuki (jap. 影雪)

Seiyū: Shin’ichirō Miki 

## Anime
Serial anime został wyprodukowany przez Wit Studio i wyreżyserowany przez Tetsurō Arakiego. Scenariusz napisał Ichirō Ōkouchi, postacie zaprojektował Haruhiko Mikimoto, muzykę zaś skomponował Hiroyuki Sawano. 12-odcinkowa seria była emitowana na antenie Fuji TV w bloku Noitamina od 8 kwietnia do 30 czerwca 2016. Dwa filmy kompilacyjne miały premierę w japońskich kinach odpowiednio 31 grudnia 2016 i 7 stycznia 2017.
Kinowy film anime, którego akcja rozgrywa się sześć miesięcy po wydarzeniach z serii telewizyjnej, zatytułowany Kabaneri of the Iron Fortress: The Battle of Unato (jap. 甲鉄城のカバネリ 〜海門決戦〜 Kōtetsujō no kabaneri: Unato kessen), miał premierę 10 maja 2019. W tym samym roku został również wydany na platformie Netflix jako 3-odcinkowy serial.

### Ścieżka dźwiękowa
Ścieżka dźwiękowa skomponowana przez Hiroyukiego Sawano została wydana 18 maja 2016 przez Aniplex. Motywem otwierającym jest „Kabaneri of the Iron Fortress” autorstwa Egoist, kończącym zaś „ninelie” w wykonaniu Aimer oraz chelly. Motywem końcowym 11. odcinka jest „Through My Blood <AM>” autorstwa Aimer.
| Lista utworów | Lista utworów               | Lista utworów | Lista utworów  | Lista utworów |
| Nr            | Tytuł utworu                | Tekst         | Wokal          | Długość       |
| ------------- | --------------------------- | ------------- | -------------- | ------------- |
| 1.            | „KABANERIOFTHEIRONFORTRESS” | cAnON.        | Eliana         | 5:18          |
| 2.            | „Warcry”                    | Benjamin, mpi | mpi            | 4:14          |
| 3.            | „KGK”                       |               |                | 5:23          |
| 4.            | „JAnoPAN”                   |               | mpi            | 4:35          |
| 5.            | „Through My Blood”          | cAnON.        | Mika Kobayashi | 4:14          |
| 6.            | „noname”                    |               |                | 4:39          |
| 7.            | „88城”                      |               |                | 4:35          |
| 8.            | „VIVALABIBA”                |               |                | 4:00          |
| 9.            | „ComeBack音”                |               |                | 7:15          |
| 10.           | „Next of Kin”               | Benjamin, mpi | Benjamin       | 3:27          |
| 11.           | „araganeekiNo@8女”          |               |                | 4:38          |
| 12.           | „克JOU気MACHINE甲”          |               |                | 6:57          |
| 13.           | „Grenzlinie”                | Rie           | Cyua           | 4:56          |
| 14.           | „Ktetsu上-abdli”            |               |                | 3:38          |
| 15.           | „1coma”                     |               | Mika Kobayashi | 5:33          |
| 16.           | „icon”                      | cAnON.        | Eliana         | 4:23          |
|               |                             |               |                | 1:17:45       |

## Manga
Adaptacja w formie mangi, zilustrowana przez Shirō Yoshidę, była wydawana w magazynie „Gekkan Comic Garden” wydawnictwa Mag Garden od 2 maja 2016 do 5 listopada 2018. Seria została również opublikowana w czterech tankōbonach, wydanych między 10 grudnia 2016 a 10 grudnia 2018.
| Nr | Data wydania (język japoński) | ISBN (język japoński)  |
| -- | ----------------------------- | ---------------------- |
| 1  | 10 grudnia 2016               | ISBN 978-4-8000-0635-6 |
| 2  | 10 sierpnia 2017              | ISBN 978-4-8000-0706-3 |
| 3  | 10 kwietnia 2018              | ISBN 978-4-8000-0758-2 |
| 4  | 10 grudnia 2018               | ISBN 978-4-8000-0812-1 |

## Gra mobilna
Gra mobilna wyprodukowana przez TriFort, Inc. i wydana przez DMM Games pod tytułem Kōtetsujō no kabaneri -Ran- Hajimaru michiato (jap. 甲鉄城のカバネリ -乱-) została wydana 19 grudnia 2018 na systemy Android i iOS.